# Сауле (Акмолинская область)
Сауле (каз. Сәуле) — село в Енбекшильдерском районе Акмолинской области Казахстана. Входит в состав Бирсуатского сельского округа. Код КАТО — 114533500.

## География
Село расположено возле озера Котырколь, в западной части района, на расстоянии примерно 11 километров (по прямой) к югу от административного центра района — город Степняк, в 17 километрах к западу от административного центра сельского округа — села Бирсуат.
Абсолютная высота — 363 метров над уровнем моря.
Климат холодно-умеренный, с хорошей влажностью. Среднегодовая температура воздуха положительная и составляет около +2,8°С. Среднемесячная температура воздуха в июле достигает +18,8°С. Среднемесячная температура января составляет около -15,4°С. Среднегодовое количество осадков составляет около 430 мм. Основная часть осадков выпадает в период с мая по август.
Ближайшие населённые пункты: Кудукагаш — на юге, село Пригорхоз — на севере.
Близ села проходит автодорога республиканского значения — Р-6 «Макинск — Аксу — Торгай».

## Население
В 1989 году население села составляло 418 человек (из них казахи — 100 %).
В 1999 году население села составляло 427 человек (216 мужчин и 211 женщин). По данным переписи 2009 года, в селе проживало 387 человек (197 мужчин и 190 женщин).
| Численность населения | Численность населения | Численность населения |
| 1989                  | 1999                  | 2009                  |
| --------------------- | --------------------- | --------------------- |
| 418                   | ↗427                  | ↘387                  |

## Улицы[6]
- ул. Айтима Амирова
- ул. Акана сери
- ул. Биржан сала